# Habenaria dutrae
Habenaria dutrae är en orkidéart som beskrevs av Rudolf Schlechter. Habenaria dutrae ingår i släktet Habenaria och familjen orkidéer. Inga underarter finns listade i Catalogue of Life.